# Pom1
Pom1 est une protéine kinase qui joue un rôle de régulateur dans la division cellulaire des levures à fission, et dont un modèle d'action a été proposé par Sophie Martin en 2009